# MB Distribution
MB Distribution este o companie de distribuție de IT din România.
Prezentă pe piața IT din anul 1993, MB Distribution este deținută de Ion Coltan  și Elena Ciurariu; Compania MB Distribution, unul dintre cei mai mari și mai vechi jucători de pe piața locală de distribuție de echipamente IT&C, a înregistrat anul trecut o creștere de 3% a cifrei de afaceri, până la 150,5 milioane de lei (33,9 milioane de euro), conform datelor disponibile pe pagina web a Ministerului de Finanțe in anul 2016 . 
Profitul net al companiei a crescut cu 71%, la 2,7 milioane de lei, în timp ce numărul mediu de angajați a stagnat în jurul a 70 de persoane, conform sursei citate..
Număr de angajați în 2009: 76
Cifra de afaceri în 2008: 31,2 milioane euro